# La stella di pietra (Marco Buticchi)
La stella di pietra è un romanzo di Marco Buticchi pubblicato nel 2013. Si tratta del prequel della serie di libri con protagonisti Sara Terracini ed Oswald Breil.

## Trama
Le Brigate Rosse sono alla ricerca di Sara Terracini, è il 1985 e l'epoca dello stragismo sta per concludersi ma molto sangue deve ancora scorrere. La giovane archeologa verrà salvata dagli agenti del Mossad guidati da Oswald Breil.
Tra il XV ed il XVI secolo è invece Michelangelo Buonarroti a trovarsi impelagato in una storia di crimini e ricatti nata da una sua burla non proprio innocente: aver scolpito senza attribuirsene la paternità il famoso Gruppo del Laocoonte.

## Edizioni
- Marco Buticchi, La stella di pietra, collana La gaja scienza, Milano, Longanesi, 26 settembre 2013,  p. 318, ISBN 9788830438057.
- Marco Buticchi, La stella di pietra, Super TEA, Milano, TEA, 2015,  p. 318, ISBN 9788850240777.
- Marco Buticchi, La stella di pietra, Tea più, Milano, TEA, 20 febbraio 2020,  p. 318, ISBN 9788850256570.